# 2568 Maksutov
2568 Maksutov је астероид главног астероидног појаса са средњом удаљеношћу од Сунца која износи 2,204 астрономских јединица (АЈ).
Апсолутна магнитуда астероида је 13,1.